# Partizipialattribut
Ein Partizipialattribut oder Partizipattribut ist in der deutschen Sprache eine Partizipialkonstruktion  bestehend aus einem Partizip und gegebenenfalls einer Erweiterung. Es wird einem Substantiv als Attribut zugeordnet. Partizipialattribute können in unterschiedlichen sprachlichen Formen vor oder nach ihrem Bezugswort stehen und treten häufig kombiniert auf. 
Man unterscheidet Partizip-I-Attribute und Partizip-II-Attribute. 
Beispiele: 
- Das zusammengenähte runde Gefäß dient dem Transport. Hierbei ist „zusammengenäht“ ein Partizip-II-Attribut, „rund“ ein weiteres Adjektivattribut und „Gefäß“ das zu beschreibende Substantiv.
- die schwimmende Boje: Hierbei ist „schwimmend“ ein Partizip-I-Attribut.
- der länger im Gehirn bleibende Gedanke: Das Partizip I „bleibend“ ist hier durch „länger im Gehirn“ erweitert, zusammen bilden sie ein Partizipialattribut.

Partizipialattribute können auch in attributive Relativsätze umgewandelt werden. 
Beispiel:
- der länger im Gehirn bleibende Gedanke → der Gedanke, der länger im Gehirn bleibt